# Prigioniero X
Ben Zygier, conosciuto con il nome di Prigioniero X (Melbourne, 9 dicembre 1976 – Ramla, 15 dicembre 2010), è stato un agente segreto israeliano di origine australiana.

## Biografia
Ex agente segreto del Mossad di passaporto israeliano ed australiano, è stato segretamente imprigionato con accuse tutt'oggi sconosciute nella galera di Ayalon (prigione di massima sicurezza vicino a Ramla). Morì suicida nel 2010.
La vicenda è venuta alla luce soltanto nel febbraio del 2013 grazie ad un'inchiesta del giornale australiano ABC News.